# Buiksloterham
Buiksloterham è un quartiere nello stadsdeel di Amsterdam-Noord, nella città di Amsterdam.
Buiksloterham fu costruito nel XIX secolo, dopo aver prosciugato un lago.